# 버펄로 스프링필드
버펄로 스프링필드(Buffalo Springfield)는 세 명의 캐나다인(닐 영, 브루스 파머, 듀이 마틴)과 두 명의 미국인(스티븐 스틸스, 리치 퓨레이)이 로스앤젤레스에서 결성된 캐나다 겸 미국의 록 밴드였다. 〈For What It's Worth〉라는 곡으로 널리 알려진, 이 그룹은 1966년~1968년 3장의 음반과 여러 장의 싱글을 발매했다. 그들의 음악은 포크 음악과 컨트리 음악의 요소들을 브리티시 인베이전과 사이키델릭 록의 영향과 결합시켰다. 그들은, 버즈처럼, 포크 록의 초기 발전의 열쇠였다. 밴드는 집 밖에 주차되어 있는 증기 롤러에서 그들의 이름을 따왔다.
버펄로 스프링필드는 1966년 로스앤젤레스에서 스틸스(기타, 키보드, 보컬), 마틴(드럼, 보컬), 파머(베이스 기타), 퓨레이(기타, 보컬), 영(기타, 하모니카, 피아노, 보컬)과 함께 결성되었다. 이 밴드는 1966년 애틀랜틱 레코드에 계약하고 데뷔 싱글 〈Nowadays Clancy Can't Even Sing〉을 발매하여 로스앤젤레스에서 히트를 쳤다. 이듬해 1월에는 항쟁가요 〈For What It's Worth〉를 발표했다. 그들의 두 번째 음반인 《Buffalo Springfield Again》은 사이키델릭 록과 하드 록으로 그들의 진행을 알렸다.

## 음반 목록
- 《Buffalo Springfield》 (1966년)
- 《Buffalo Springfield Again》 (1967년)
- 《Last Time Around》 (1968년)